# FIN Cup (pallanuoto femminile)
La FIN Cup (nota anche come UnipolSai Cup per ragioni di sponsorizzazione) di pallanuoto femminile è stato un trofeo nazionale italiano riservato a squadre di club, organizzato dalla FIN. Era la terza competizione nazionale per importanza dopo la Serie A1 e la Coppa Italia.
La prima edizione si è svolta nella stagione 2016-2017 ed ha visto la vittoria del Plebiscito Padova. Tuttavia al termine della seconda edizione, vinta dall'Orizzonte Catania, la competizione è stata soppressa.

## Formula
Partecipavano al torneo le dieci squadre iscritte al campionato di Serie A1 e due società di Serie A2, scelte mediante invito. La formula prevedeva la disputa di due fasi a gironi, con incontri di sola andata, al termine dei quali le migliori otto squadre accedevano ad una Final Eight. Questa era a sua volta composta da una fase preliminare (con due gironi all'italiana da quattro squadre, sempre con incontri di sola andata) e, infine, da semifinali e finali.

## Albo d'oro
| Stagione | Vincitore         | 2º posto     | 3º posto  |
| -------- | ----------------- | ------------ | --------- |
| 2016-17  | Plebiscito Padova | Orizzonte CT | Bogliasco |
| 2017-18  | Orizzonte CT      | SIS Roma     | Rapallo   |

## Vittorie per squadra
| Squadra           | Titoli |
| ----------------- | ------ |
| Orizzonte CT      | 1      |
| Plebiscito Padova | 1      |